# Новосергиево (Московская область)
Новосе́ргиево — село в Ногинском районе Московской области России, входит в состав сельского поселения Мамонтовское.

## Население
| 1859 | 1905 | 2002 | 2006 | 2010 |
| ---- | ---- | ---- | ---- | ---- |
| 255  | ↗576 | ↘50  | ↘47  | ↗60  |

## География
Село Новосергиево расположено на северо-востоке Московской области, в северо-восточной части Ногинского района, у границы с Киржачским районом Владимирской области, примерно в 50 км к востоку от Московской кольцевой автодороги и 17 км к северу от центра города Ногинска, по правому берегу реки Шерны бассейна Клязьмы.
В 16 км к югу от села проходит Горьковское шоссе М7, в 12 км к западу — Московское малое кольцо А107, в 12 км к северо-востоку — Московское большое кольцо А108, в 16 км к северо-западу — Фряновское шоссе Р110. Ближайшие населённые пункты — деревни Боровково, Зубцово и Ново, а также село Заречье Владимирской области.
В селе одна улица — Флотская.
Связано автобусным сообщением со станцией Ногинск Горьковского направления Московской железной дороги.

## История
В «Списке населённых мест» 1862 года Погост (Новосергиевский Погост) — казённое село 2-го стана Покровского уезда Владимирской губернии по левую сторону Стромынского торгового тракта из города Юрьева в город Москву (через Киржач), в 42 верстах от уездного города и 29 верстах от становой квартиры, при реке Серой, с 41 двором, православной церковью, 2 ярмарками и 255 жителями (124 мужчины, 131 женщина).
По данным на 1905 год — село Филипповской волости Покровского уезда, проживало 576 жителей, было 87 дворов.
1929—1930 гг. — село Боровковского сельсовета Киржачского района Ивановской промышленной области.
1930—1963 гг. — село Боровковского сельсовета Ногинского района Московской области.
1963—1965 гг. — село Боровковского (до 31.08.1963) и Мамонтовского сельсоветов Орехово-Зуевского укрупнённого сельского района Московской области.
1965—1994 гг. — село Мамонтовского сельсовета Ногинского района Московской области.
1994—2006 гг. — село Мамонтовского сельского округа Ногинского района Московской области.
С 2006 года — село сельского поселения Мамонтовское Ногинского муниципального района Московской области.

## Достопримечательности
В селе расположена церковь Сергия Радонежского (1839—1845) — однокупольный храм в стиле позднего классицизма с трапезной и трёхъярусной колокольней. Является объектом культурного наследия России, как памятник архитектуры регионального значения.